# Американо-тунисские отношения
Американо-тунисские отношения — двусторонние дипломатические отношения между США и Тунисом.

## История
Соединенные Штаты были первой крупной державой признавшей суверенитет Туниса в 1956 году, после обретения им независимости от Франции. Первый президент Туниса Хабиб Бургиба занимал пост в течение 30 лет, при нём были приняты законы о правах женщин и обязательном среднем образовании. В 1987 году Зин эль-Абидин Бен Али свергнул Бургибу в результате бескровного переворота. Бен Али был президентом в течение 24 лет, этот период был отмечен усилением репрессий. 14 января 2011 года в результате народной революции Бен Али был свергнут, этот успех породил аналогичные демократические процессы в регионе. В октябре 2011 года в Тунисе прошли демократические выборы, которые были признаны международным сообществом свободными и справедливыми. США оказывает помощь Тунису в заложении основ для политической стабильности и экономического процветания, укрепления гражданского общества и основ демократии.

## Торговля
В 2002 году Соединенные Штаты и Тунис подписали торговое и инвестиционное соглашение об избежании двойного налогообложения. Правительство США продолжает оказывать поддержку усилиям Туниса по привлечению иностранных инвестиций. Наилучшие перспективы для иностранных инвесторов, заинтересованных в тунисском рынке, сосредоточены в области высоких технологий, энергетики, агропромышленного комплекса, пищевой промышленности, медикаментов, экологии и туризма.